# Adrien Tambay
Adrien Tambay (* 25. Februar 1991 in Paris) ist ein französischer Automobilrennfahrer. Er trat 2010 und 2011 in der Auto GP an. Von 2012 bis 2016 startete er in der DTM. Sein Vater war der Formel-1-Rennfahrer Patrick Tambay.

## Karriere
Tambay, der im Alter von fünf Jahren zum ersten Mal Kart gefahren ist, begann seine Motorsportkarriere 2001 im Kartsport, in dem er bis 2006 aktiv war. 2007 wechselte er in den Formelsport und ging in der deutschen Formel BMW an den Start. Mit zwei Siegen belegte er am Saisonende als bester Neueinsteiger den vierten Gesamtrang mit knappem Vorsprung auf seinen Teamkollegen Marco Wittmann. 2008 startete er in die europäische Formel BMW, die aus der Fusion der deutschen und der britischen Formel BMW entstanden war. Tambay gewann erneut zwei Rennen und belegte am Saisonende den dritten Platz in der Fahrerwertung hinter dem Meister Esteban Gutiérrez und Wittmann, der in dieser Saison nicht mehr sein Teamkollege war. In den beiden Saisons nahm er zusätzlichen an einigen Rennen der amerikanischen Formel BMW teil und gewann 2008, als Gaststarter, auch ein Rennen in dieser Serie.

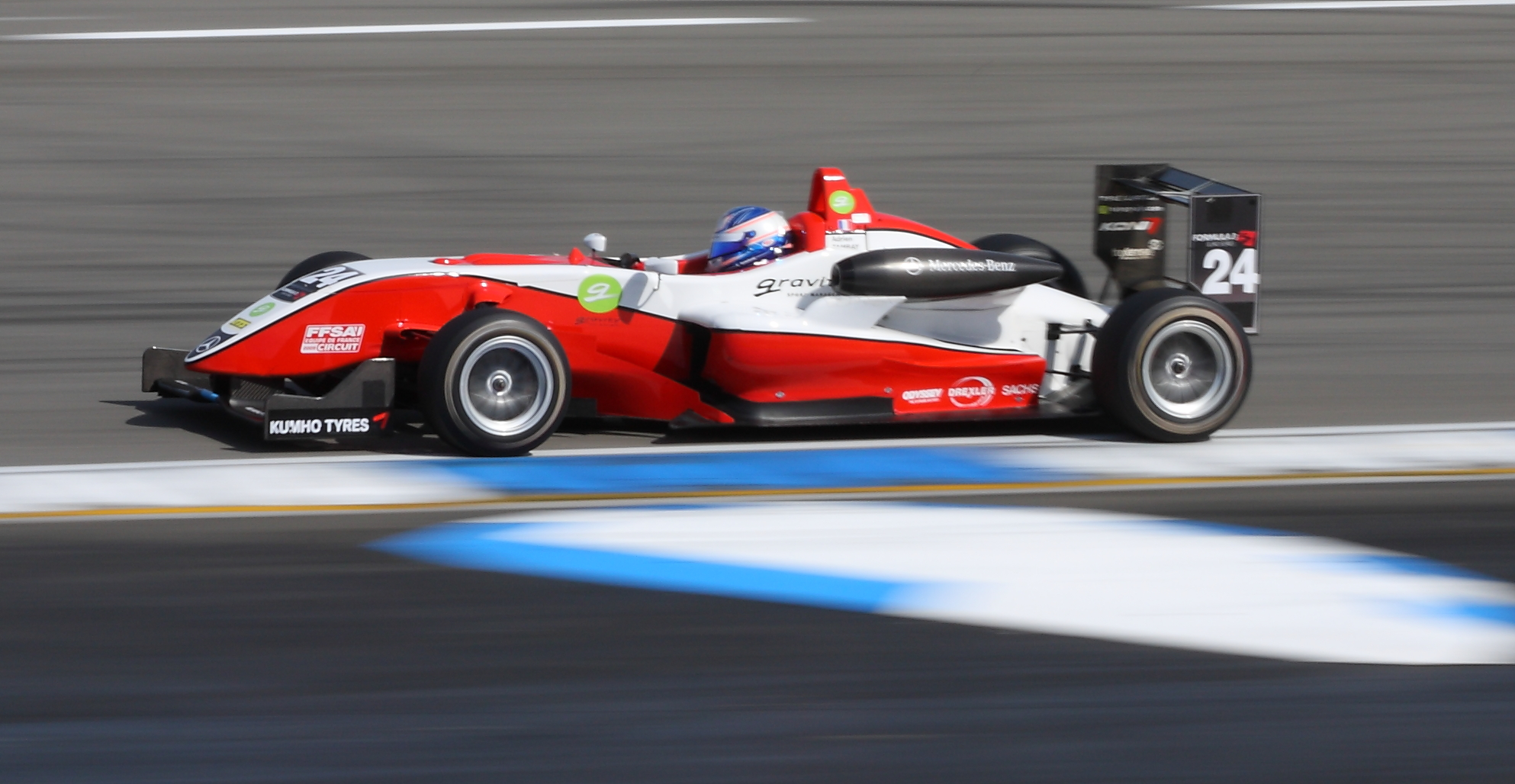
Tambay auf dem Hockenheimring in der Formel-3-Euroserie 2009

2009 wechselte Tambay zu ART Grand Prix in die Formel-3-Euroserie. Im Gegensatz zu seinen Teamkollegen erzielte er keine Punkte und belegte am Saisonende den 21. Gesamtrang. Außerdem absolvierte er einen Gaststart in der britischen Formel-3-Meisterschaft. Für Schlagzeilen sorgte Tambay, als er sich bei einem Unfall in Spa-Francorchamps eine Kopfverletzung zuzog. Der Unfall geschah jedoch nicht im Rennwagen, sondern beim privaten Fußballspielen im Bereich der Boxengasse, bei dem er unglücklich stürzte. Tambay erlitt eine schwere Gehirnerschütterung und musste mehrere Rennen pausieren.

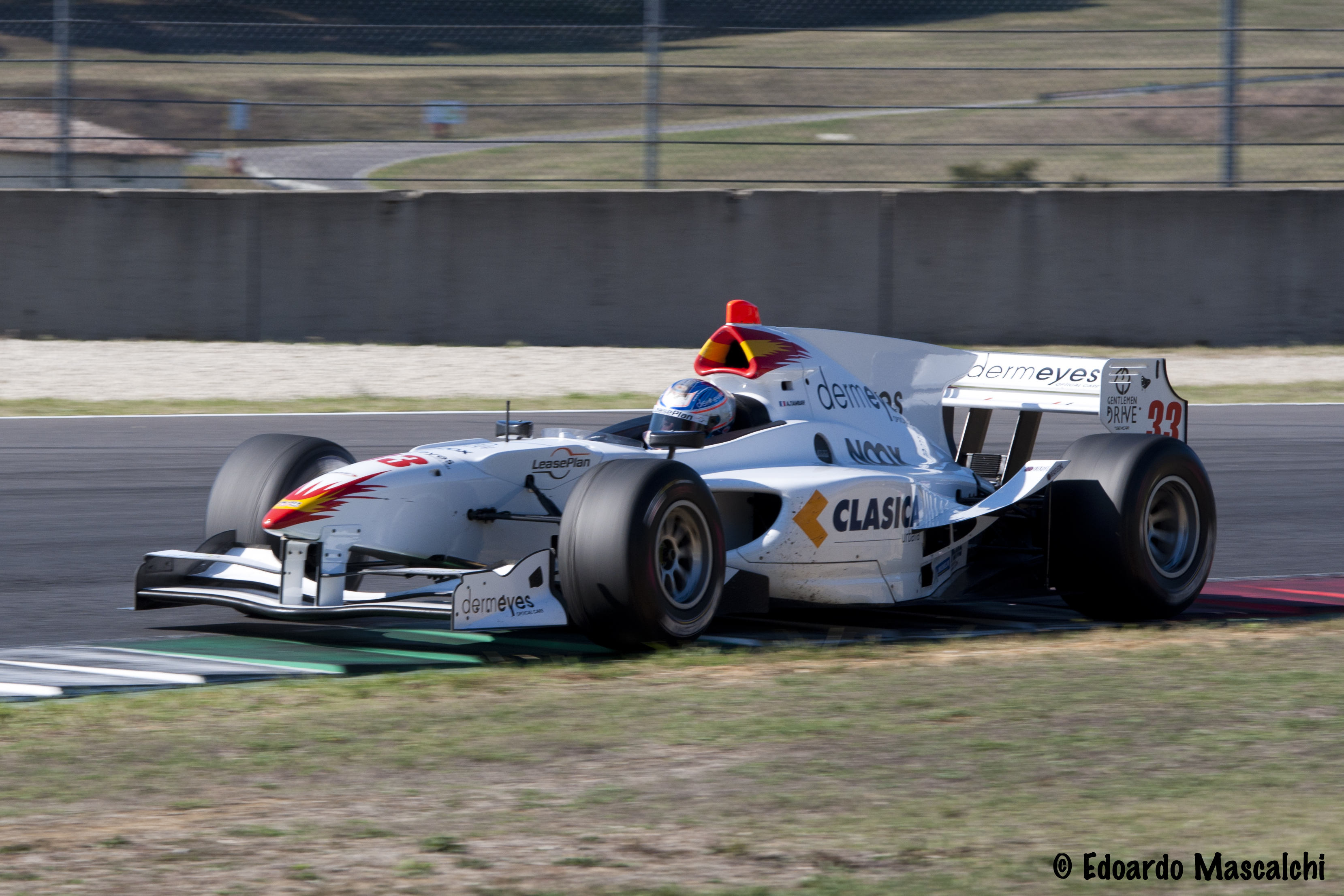
Adrien Tambay für Campos in der Auto GP in Mugello 2011

2010 wechselte er zu Charouz-Gravity Racing in die Auto GP. Beim dritten Rennen in Imola gewann Tambay sein erstes Rennen in dieser Serie. 27 Jahre vorher erzielte sein Vater Patrick Tambay auf dieser Rennstrecke einen Formel-1-Sieg für Ferrari. Am Saisonende belegte er hinter seinem Teamkollegen Jan Charouz, der Vierter geworden war, den sechsten Gesamtrang. Außerdem nahm er für Manor Racing an zwei Rennwochenenden der GP3-Serie teil. Mit einem Sieg belegte er den 20. Platz in der Fahrerwertung. 2011 bestritt Tambay seine zweite Auto-GP-Saison. Nachdem er an den ersten drei Rennwochenenden für DAMS an den Start gegangen war, wechselte er zum fünften Rennwochenende zu Campos Racing. Mit einem Sieg beendete er die Meisterschaft auf dem vierten Gesamtrang. Außerdem startete er in der Formel Renault 3.5. Er absolvierte je ein Rennwochenende für Pons Racing und für International Draco Racing. Außerdem machte er abseits des Formelsports Erfahrungen im GT-Sport und trat zu zwei Rennen der FIA-GT3-Europameisterschaft an.

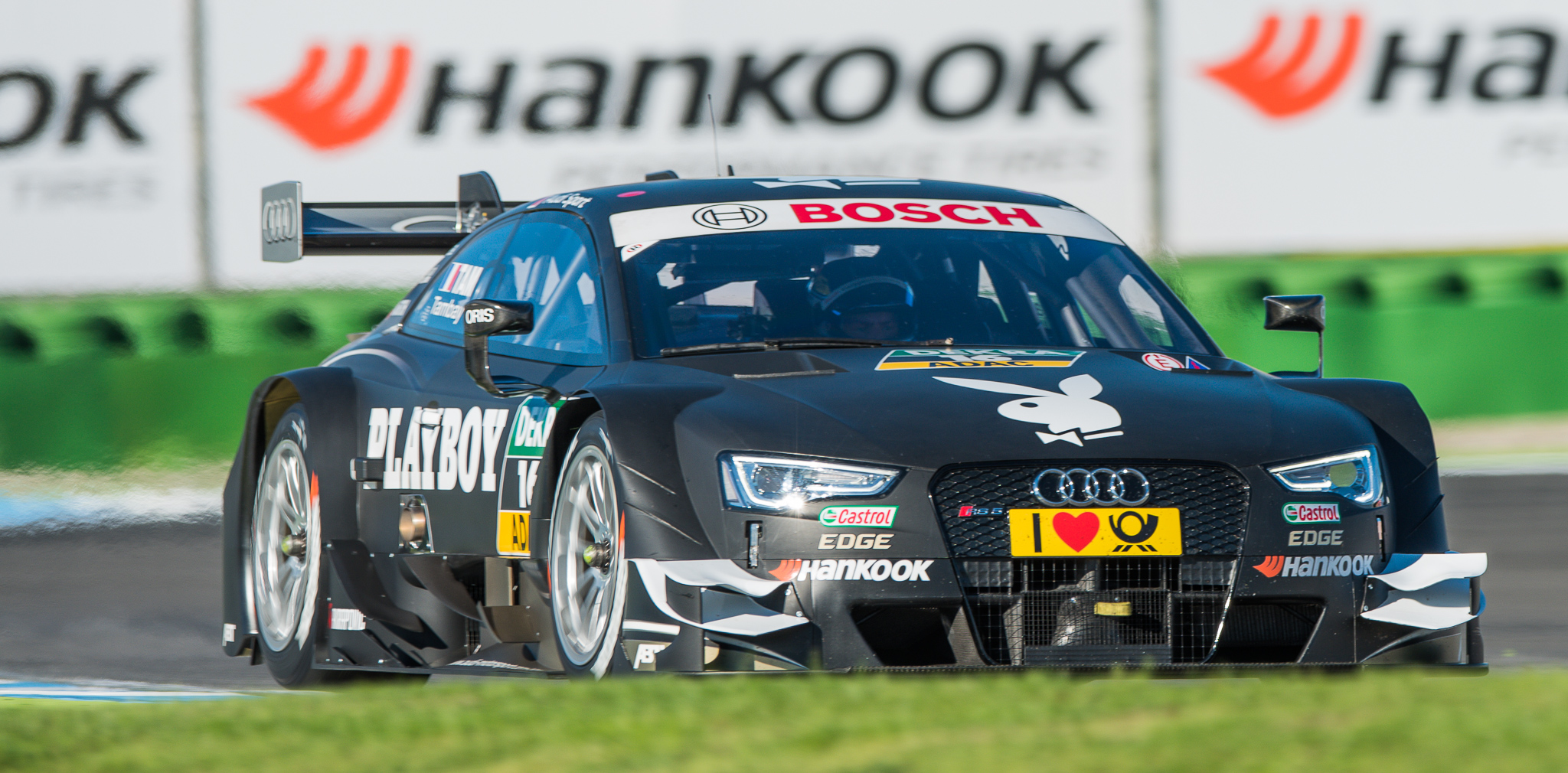
Adrien Tambay in der DTM 2014 in Hockenheim

2012 verließ Tambay den Formelsport und wechselte in die DTM. Er erhielt bei Abt Sportsline einen Audi A5 DTM. Nachdem er mit einem fünften Platz in Zandvoort seine erste Punkteplatzierung in der DTM erzielt hatte, folgte zwei Rennen später in Valencia mit einem zweiten Platz seine erste DTM-Podiumsplatzierung. Am Ende der Saison lag er auf dem zehnten Platz der Fahrerwertung. Darüber hinaus nahm er an einem Rennen der Blancpain Endurance Series sowie zwei Rennen der französischen GT-Meisterschaft teil. 2013 blieb Tambay bei Abt in der DTM. Nachdem er in der ersten Saisonhälfte ohne Punkte geblieben war, erzielte er auf dem Moscow Raceway einen vierten Platz. Er beendete die Saison auf dem 14. Gesamtrang. 2014 trat Tambay erneut für Abt in der DTM an. Ein dritter Platz beim Saisonauftakt in Hockenheim war seine einzige Podest-Platzierung. Er wurde erneut 14. in der Fahrerwertung. 2015 absolvierte Tambay für Abt seine vierte Saison in der DTM. Als Startnummer wählte er die 27. Als schlechtester Audi-Pilot schloss er die Saison auf dem 24. Gesamtrang ab. Außerdem nahm er an einem Rennen der Blancpain Endurance Series teil.
Zur DTM-Saison 2016 wechselte Tambay innerhalb der Audi-Teams zum Team Rosberg. Ein Rennen ließ er verletzungsbedingt aus. Während sein Teamkollege Jamie Green Gesamtdritter wurde, erreichte Tambay mit einem zweiten Platz als beste Position den 18. Platz in der Fahrerwertung.
Nach 2016 war es um Tambay ruhig geworden, obwohl er als Privatfahrer weiterhin an Rennen teilnahm. 2022 kam er in den internationalen Motorsport zurück, engagierte sich mit dem Team Cupra EKS in der FIA ETCR und wurde FIA-ETCR-Weltcup-Sieger 2022.

## Statistik

### Karrierestationen
| - 2001–2006: Kartsport - 2007: Deutsche Formel BMW (Platz 4) - 2007: US-amerikanische Formel BMW (Platz 17) - 2008: Europäische Formel BMW (Platz 3) - 2009: Formel-3-Euroserie (Platz 21) - 2010: Auto GP (Platz 6) | - 2010: GP3-Serie (Platz 20) - 2011: Auto GP (Platz 4) - 2011: Formel Renault 3.5 (Platz 27) - 2011: FIA-GT3-Europameisterschaft (Platz 48) - 2012: DTM (Platz 10) - 2012: Blancpain Endurance Series, GT3 Pro-Am | - 2012: Französische GT-Meisterschaft - 2013: DTM (Platz 14) - 2014: DTM (Platz 14) - 2015: DTM (Platz 24) - 2015: Blancpain Endurance Series, Pro - 2016: DTM (Platz 18) |

### Einzelergebnisse in der GP3-Serie
| Jahr | Team         | 1   | 2   | 3   | 4   | 5   | 6   | 7   | 8   | 9   | 10  | 11  | 12  | 13  | 14  | 15  | 16  | Punkte | Rang |
| ---- | ------------ | --- | --- | --- | --- | --- | --- | --- | --- | --- | --- | --- | --- | --- | --- | --- | --- | ------ | ---- |
| 2010 | Manor Racing | ESP | ESP | TUR | TUR | ESP | ESP | GBR | GBR | GER | GER | HUN | HUN | BEL | BEL | ITA | ITA | 6      | 20.  |
| 2010 | Manor Racing |     |     |     |     |     |     |     |     |     |     | 18  | 9   | DNF | 1   |     |     | 6      | 20.  |

### Le-Mans-Ergebnisse
| Jahr | Team              | Fahrzeug       | Teamkollege | Teamkollege             | Platzierung | Ausfallgrund |
| ---- | ----------------- | -------------- | ----------- | ----------------------- | ----------- | ------------ |
| 2020 | EuroInternational | Ligier JS P217 | Érik Maris  | Christophe d’Ansembourg | Ausfall     | Elektrik     |

### Einzelergebnisse in der DTM
| Saison | Team                           | Hersteller | 1   | 2   | 3   | 4   | 5   | 6   | 7   | 8   | 9   | 10  | 11  | 12  | 13  | 14  | 15  | 16  | 17  | 18  | Punkte | Rang |
| ------ | ------------------------------ | ---------- | --- | --- | --- | --- | --- | --- | --- | --- | --- | --- | --- | --- | --- | --- | --- | --- | --- | --- | ------ | ---- |
| 2012   | Abt Sportsline                 | Audi       | HO1 | LAU | BRH | SPI | NOR | NÜR | ZAN | OSC | VAL | HO2 |     |     |     |     |     |     |     |     | 28     | 10.  |
| 2012   | Abt Sportsline                 | Audi       | DNF | 18  | 12  | DNF | 15  | DNF | 5   | 16  | 2   | DNF |     |     |     |     |     |     |     |     | 28     | 10.  |
| 2013   | Audi Sport Team Abt            | Audi       | HO1 | BRH | SPI | LAU | NOR | MOS | NÜR | OSC | ZAN | HO2 |     |     |     |     |     |     |     |     | 30     | 14.  |
| 2013   | Audi Sport Team Abt            | Audi       | DNF | 18  | 11  | 11  | 15  | 4   | 6   | 9   | 6   | 14  |     |     |     |     |     |     |     |     | 30     | 14.  |
| 2014   | Audi Sport Team Abt Sportsline | Audi       | HO1 | OSC | HUN | NOR | MOS | SPI | NÜR | LAU | ZAN | HO2 |     |     |     |     |     |     |     |     | 36     | 14.  |
| 2014   | Audi Sport Team Abt Sportsline | Audi       | 3   | 10  | 5   | 9   | DNF | 6   | 11  | 18* | DNF | 19* |     |     |     |     |     |     |     |     | 36     | 14.  |
| 2015   | Audi Sport Team Abt            | Audi       | HO1 | HO1 | LAU | LAU | NOR | NOR | ZAN | ZAN | SPI | SPI | MOS | MOS | OSC | OSC | NÜR | NÜR | HO2 | HO2 | 3      | 24.  |
| 2015   | Audi Sport Team Abt            | Audi       | 15  | DNF | 16  | 20* | 19  | 14  | 18  | 9   | 10  | 16  | DNF | 16  | 17  | 14  | 14  | 12  | DNF | DNF | 3      | 24.  |
| 2016   | Audi Sport Team Rosberg        | Audi       | HO1 | HO1 | SPI | SPI | LAU | LAU | NOR | NOR | ZAN | ZAN | MOS | MOS | NÜR | NÜR | HUN | HUN | HO2 | HO2 | 40     | 18.  |
| 2016   | Audi Sport Team Rosberg        | Audi       | DNF | 13  | 8   | 11  | 20  | 20  | 7   | DSQ | DNF | INJ | 12  | 8   | DNF | 15  | 6   | 2   | 12  | DNF | 40     | 18.  |

| Legende  | Legende            | Legende                                                          |
| Farbe    | Abkürzung          | Bedeutung                                                        |
| -------- | ------------------ | ---------------------------------------------------------------- |
| Gold     | –                  | Sieg                                                             |
| Silber   | –                  | 2. Platz                                                         |
| Bronze   | –                  | 3. Platz                                                         |
| Grün     | –                  | Platzierung in den Punkten                                       |
| Blau     | –                  | Klassifiziert außerhalb der Punkteränge                          |
| Violett  | DNF                | Rennen nicht beendet (did not finish)                            |
| Violett  | NC                 | nicht klassifiziert (not classified)                             |
| Rot      | DNQ                | nicht qualifiziert (did not qualify)                             |
| Rot      | DNPQ               | in Vorqualifikation gescheitert (did not pre-qualify)            |
| Schwarz  | DSQ                | disqualifiziert (disqualified)                                   |
| Weiß     | DNS                | nicht am Start (did not start)                                   |
| Weiß     | WD                 | zurückgezogen (withdrawn)                                        |
| Hellblau | PO                 | nur am Training teilgenommen (practiced only)                    |
| Hellblau | TD                 | Freitags-Testfahrer (test driver)                                |
| ohne     | DNP                | nicht am Training teilgenommen (did not practice)                |
| ohne     | INJ                | verletzt oder krank (injured)                                    |
| ohne     | EX                 | ausgeschlossen (excluded)                                        |
| ohne     | DNA                | nicht erschienen (did not arrive)                                |
| ohne     | C                  | Rennen abgesagt (cancelled)                                      |
| ohne     | keine WM-Teilnahme |                                                                  |
| sonstige | P/fett             | Pole-Position                                                    |
| sonstige | 1/2/3/4/5/6/7/8    | Punktplatzierung im Sprint-/Qualifikationsrennen                 |
| sonstige | SR/kursiv          | Schnellste Rennrunde                                             |
| sonstige | *                  | nicht im Ziel, aufgrund der zurückgelegten Distanz aber gewertet |
| sonstige | ()                 | Streichresultate                                                 |
| sonstige | unterstrichen      | Führender in der Gesamtwertung                                   |